# Hernando (Misisipi)
Hernando es una ciudad situada en el estado de Misisipi, Estados Unidos. Según el censo de 2020, tiene una población de 17 138 habitantes.
Es la sede del condado de DeSoto.

## Geografía
La ciudad está ubicada en las coordenadas 34°50′59″N 89°59′33″O / 34.84972, -89.99250 (34.849588, -89.992401). Según la Oficina del Censo, la ciudad tiene un área total de 65.76 km², de la cual 65.53 km² es tierra y 0.23 km² es agua.

## Demografía
En el 2000, los ingresos promedio de los hogares eran de $43.217 y los ingresos promedio de las familias eran de $51.155. Los ingresos per cápita eran de $20.731. Los hombres tenían un ingreso per cápita de $39.706 contra $25.685 para las mujeres. Alrededor del 9,8% de la población estaba bajo el umbral de pobreza nacional.
De acuerdo con la estimación 2016-2020 de la Oficina del Censo, los ingresos promedio de los hogares son de $68.377 y los ingresos promedio de las familias son de $80.378. Los ingresos per cápita de los últimos doce meses, medidos en dólares de 2020, son de $34.213. Alrededor del 6,9% de la población está bajo el umbral de pobreza nacional.
Según el censo de 2020, hay 17 138 habitantes, 6176 hogares y 3691 familias en la ciudad. La densidad de población es de 261,53 hab/km².
| Raza                   | Núm.   | Porc.  |
| ---------------------- | ------ | ------ |
| Blancos                | 13 340 | 77.84% |
| Afroamericanos         | 2038   | 11.89% |
| Amerindios             | 48     | 0.28%  |
| Asiáticos              | 224    | 1.31%  |
| Isleños del Pacífico   | 9      | 0.05%  |
| Otras razas            | 650    | 3.79%  |
| De una mezcla de razas | 829    | 4.84%  |

Del total de la población, el 5.96% son hispanos o latinos de cualquier raza.